# Sun Xiaofang
Sun Xiaofang – chińska judoczka.
Zajęła siódme miejsce na mistrzostwach świata w 1999. Startowała w Pucharze Świata w 2000. Złota medalistka mistrzostw Azji w 1999; piąta w  2000 roku.